# Warren (Maine)
Warren város az USA Maine államában. Lakosainak száma 4865 fő (2020. április 1.).

## Népesség
A település népességének változása:

| 2010 | 4 751 |
| 2020 | 4 865 |